# 富士宮市立大富士中学校
富士宮市立大富士中学校（ふじのみやしりつ おおふじちゅうがっこう）は、静岡県富士宮市にある公立中学校である。富士宮第二中学校の生徒数増加に伴い、1995年に開校した。
略称は「大富士」

## 通学区域
万野1区（4町内を除く。） 万野2区 万野3区 万野4区 万野希望区 宮原区（県道朝霧富士宮線以西を除く。） 宮原1区 山宮2区（佐久間送電線以南） 山宮4区（佐久間送電線以南） 粟倉1区（2町内2班（佐久間送電線以南）） 外神東町（市道粟倉外神線以南及び市道押出長穴線以東）

## 生徒数
443名（令和6年度）

## 指定避難所
万野2区、宮原1区、外神東(とがみひがし)区